# Drahthandelsweg
Der Drahthandelsweg ist ein ca. 32 km langer Wanderweg zwischen Iserlohn, Altena und Lüdenscheid im Sauerland. Er folgt im Wesentlichen einem alten Handelsweg des Spätmittelalters und der frühen Neuzeit, auf dem Draht über die Berge transportiert wurde. In dieser Zeit gehörte das nordwestliche Sauerland zu den wichtigsten Produzenten der Welt für Drahtwaren, Nadeln und sonstige Produkte aus Eisen.

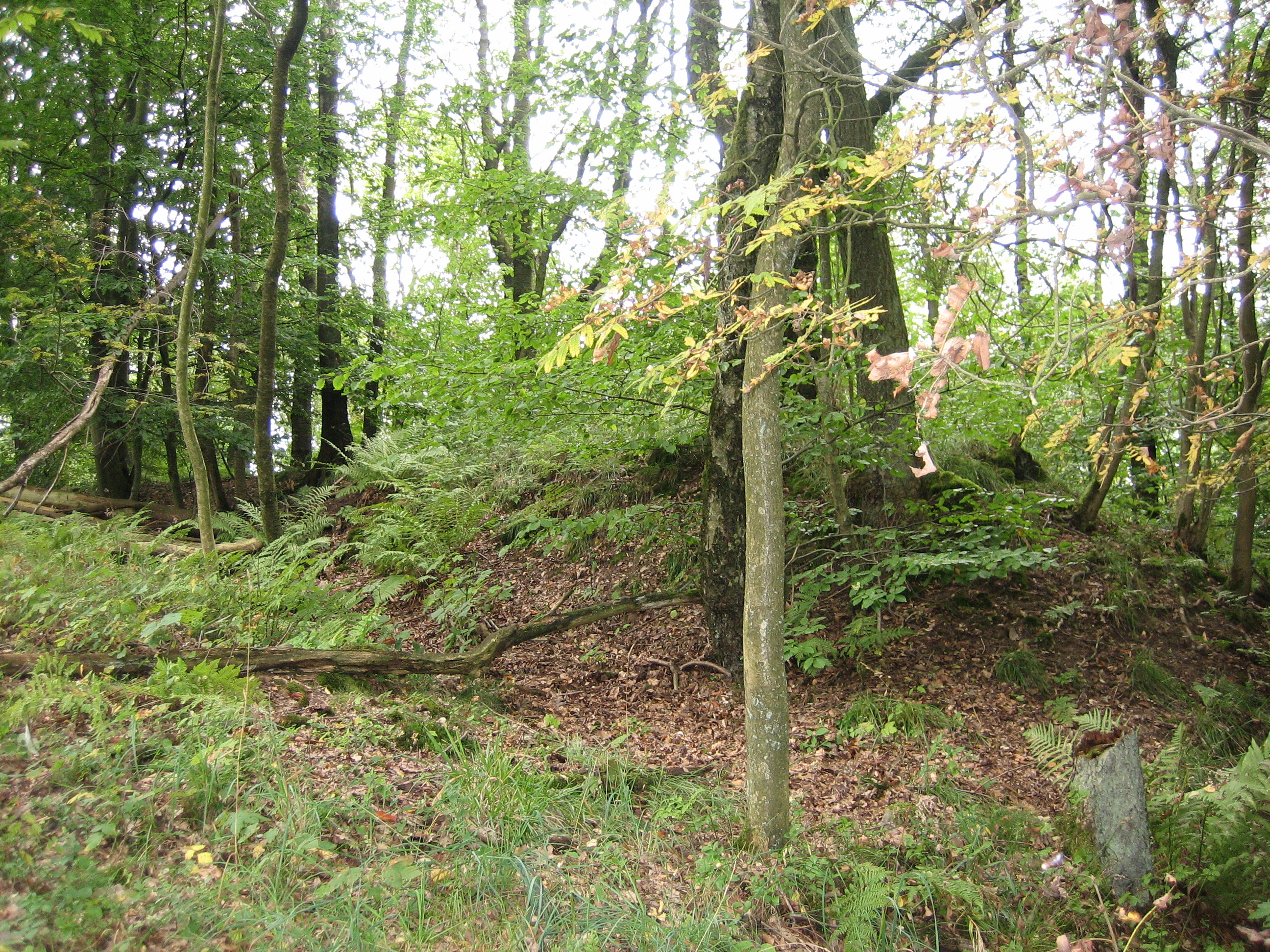
Landwehr am Toten Mann

Der Abschnitt Iserlohn–Altena ist etwa 15 Kilometer lang und wurde 2001 anlässlich des 101. Deutschen Wandertags eröffnet. Der zweite Abschnitt bis Lüdenscheid mit ca. 18 Kilometern wurde am 17. September 2011 offiziell eingeweiht.

## Verlauf
Der Start ist beliebig am Bahnhof Iserlohn, Bahnhof Altena oder Bahnhof Lüdenscheid. Vom Iserlohner Bahnhof kommend führt der Weg über ausgebaute Waldwege hinauf zum Danzturm, Iserlohns Wahrzeichen, auf dem Fröndenberg. Von dort folgt der Weg dem Höhenzug südwärts nach Kesbern. Südlich von Kesbern wird das Grüner Tal durchquert, um auf der anderen Talseite den auf dem Berg gelegenen Flugplatz Altena-Hegenscheid zu erreichen. Von dort führt der Weg nach Südwesten auf kleinen Trampelpfaden zum Toten Mann, einer alten Abbaustätte für Eisenerz. Hier befindet sich auf der Stadtgrenze Iserlohn / Altena eine Landwehr, die bis zu zwei Meter Höhe erreicht. Danach folgt ein steiler Abstieg hinab ins Lennetal nach Altena.
In der Innenstadt von Altena führt ein Abzweig zum Bahnhof, ansonsten führt der Weg über die Steinerne Brücke und Breitenhagen zum Höhenzug zwischen Lenne und Rahmede. Über Rosmart erreicht man die Fuelbecketalsperre. Danach wird die A 45 gequert. Ab dem Lüdenscheider Vogelberg geht es durch Wohngebiete, vorbei am Friedhof und der Phänomenta bis zum Lüdenscheider Bahnhof.

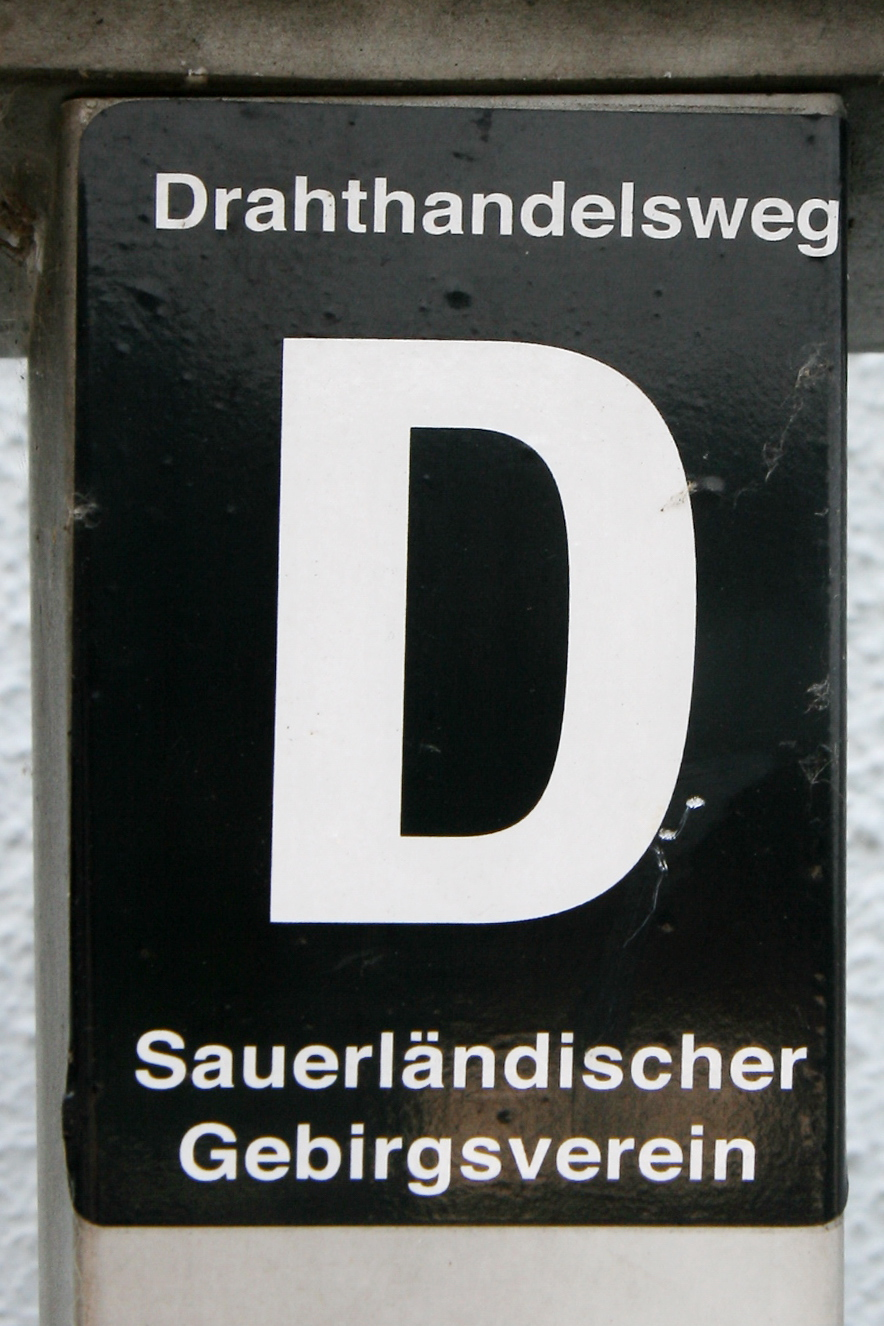
Wegzeichen

An dem 32 km langen Weg sind 28 Tafeln aufgestellt, die die Geschichte des Drahthandelsweges erzählen und markante Punkte an der Strecke erläutern. Symbol für den Wanderweg ist das D.

## Sonstiges
Wer in mehreren am Weg gelegenen Gaststätten einen Stempel in einem Wanderheft sammelt, kann bei den Tourismusvereinen in Iserlohn oder Altena eine Wandernadel als Erinnerung an die Wanderung erstehen.